# Canton des Herbiers
Le canton des Herbiers est une circonscription électorale française située dans le département de la Vendée et la région des Pays de la Loire.

## Histoire
Le canton des Herbiers est reconduit par l'article 7 du décret no 2014-169 du 17 février 2014 ; il se compose de communes situées dans les anciens cantons de Pouzauges et des Herbiers.

## Représentation

### Conseillers d'arrondissement (de 1833 à 1940)
| Période                                  | Période          | Identité                                                 | Étiquette    | Qualité |
| ---------------------------------------- | ---------------- | -------------------------------------------------------- | ------------ | --- |
| 1833                                     | 1839             | Benoit Lelièvre fils (1800-1861)                         |              | Avocat, maire des Épesses                                                                                   |
| 1839                                     | 1845             | Édouard Denécheau (1807-1858)                            |              | Maire des Herbiers                                                                                          |
| 1845                                     | 1848             | Marie Joseph Boisson (1793-1873)                         |              | Propriétaire à Vendrennes                                                                                   |
|                                          |                  |                                                          |              | |
| av.1865                                  |                  | Pierre Damour                                            |              | Médecin, maire de Beaurepaire                                                                               |
|                                          |                  |                                                          |              | |
|                                          | 1882 (démission) | Henri Moreau                                             |              | Médecin aux Herbiers                                                                                        |
| 19 mars 1882                             |                  | Henri Billon père (1842-1922)                            |              | Notaire, conseiller municipal des Herbiers                                                                  |
|                                          |                  |                                                          |              | |
| av.1919                                  |                  | Comte Marie-Georges Le Bault de La Morinière (1850-1939) |              | Inspecteur général des Finances, propriétaire à Saint-Paul-en-Pareds                                        |
|                                          |                  |                                                          |              | |
| ?                                        | 1928             | Amédée de Béjarry (1874-1930)                            | Conservateur | Propriétaire aux Herbiers                                                                                   |
| 1928                                     | 1934             | Marie-Joseph Moisson                                     |              | Fabricant de chaussures aux Herbiers                                                                        |
| 1934                                     | 1940             | Jules Moreau                                             |              | Médecin aux Herbiers                                                                                        |
| 1940                                     |                  |                                                          |              | Les conseils d'arrondissement ont été suspendus par la loi du 12 octobre 1940 et n'ont jamais été réactivés |
| Les données manquantes sont à compléter. |                  |                                                          |              | |

### Conseillers généraux (de 1833 à 2015)
| Période        | Période           | Identité                                                            | Étiquette       | Qualité |
| -------------- | ----------------- | ------------------------------------------------------------------- | --------------- | --- |
| novembre 1833  | 1842              | Pierre Ageron de la Martinière                                      |                 | Propriétaire aux Herbiers |
| Novembre 1842  | 1850              | Louis Marie Sallé                                                   |                 | Médecin aux Herbiers |
| Février 1850   | 1852              | Pierre-Louis Bourbon                                                |                 | Propriétaire à Ardelay |
| Août 1852      | 1871              | Louis Marie Sallé                                                   |                 | Médecin aux Herbiers |
| Octobre 1871   | Mars 1877 (décès) | Casimir-Gaston de Joubert, baron du Landreau                        | Droite          | Propriétaire terrien Maire de Boufféré (1871-1894)                                                                               |
| Août 1883      | Août 1889         | Léon Aimé Mercerot                                                  | Républicain     | Notaire, maire des Herbiers (1883-1889)                                                                                          |
| Août 1889      | 1895              | Jean-Émile-Laurent-Michel de Bermond d’Auriac                       | Indépendant     | Ancien officier au 15e régiment de dragons à Libourne (Gironde) Maire des Herbiers (1912-1928) Député de la Vendée (1919-1924)   |
| Juillet 1895   | 1925              | Guillaume, comte de Chabot                                          | Conservateur    | Maire de Vendrennes |
| Juillet 1925   | 1940              | Pierre, comte de Chabot (fils du précédent)                         | FR Conservateur | Conseiller municipal de Mouchamps Député de la Vendée (1938-1942) Nommé conseiller départemental en 1943 Juste parmi les nations |
|                |                   |                                                                     |                 | |
| Septembre 1945 | 1961              | Zoé de Nicolay, comtesse douairière de Chabot (épouse du précédent) | PRL DVD         | Conseillère municipale de Mouchamps                                                                                              |
| Juin 1961      | 1979              | Pierre Chatry                                                       | DVD             | Pharmacien Maire des Herbiers (1971-1983)                                                                                        |
| Mars 1979      | 1992              | Louis Cousseau                                                      | RPR             | Maire de Mesnard-la-Barotière (1977-1989)                                                                                        |
| Mars 1992      | 1998              | Marcel Albert                                                       | RPR PR          | Industriel Maire des Herbiers (1995-2014)                                                                                        |
| Mars 1998      | 2015              | Véronique Besse                                                     | MPF             | Journaliste Députée de la Vendée (2005-2017) Maire des Herbiers (depuis 2014) Maire de Mouchamps (1995-2001)                     |

### Conseillers départementaux (depuis 2015)
| Période élective | Période élective | Mandat | Mandat   | Identité          | Nuance | Nuance | Qualité |
| ---------------- | ---------------- | ------ | -------- | ----------------- | ------ | ------ | --- |
| 2 avril 2015     | 2021             | 2015   | 2021     | Hervé Robineau    |        | DVD    | Agriculteur Maire de Mouchamps (depuis 2001)                                                                                               |
| 2 avril 2015     | 2021             | 2015   | 2021     | Bérangère Soulard |        | DVD    | Dirigeante de la fédération départementale des familles rurales Première adjointe au maire de Chavagnes-les-Redoux (depuis 2020)           |
| 2021             | 2028             | 2021   | en cours | Christophe Hogard |        | DVD    | Ancien attaché parlementaire puis directeur de cabinet de Véronique Besse Premier adjoint au maire des Herbiers, maire depuis juillet 2022 |
| 2021             | 2028             | 2021   | en cours | Bérengère Soulard |        | DVD    | Conseillère sortante, 4ème Vice-Présidente du conseil départemental                                                                        |

Lors des élections départementales de 2015, le binôme composé de Hervé Robineau et Bérangère Soulard (Union de la Droite) est élu au premier tour avec 63,39 % des voix. Le taux de participation est de 51,68 % (16 553 votants sur 32 029 inscrits) contre 52,59 % au niveau départemental et 50,17 % au niveau national.

## Composition

### Composition avant 2015

Le canton dans le découpage de 1979.

L'ancien canton des Herbiers regroupait originellement 10 communes en 1801, puis 8 à partir de 1964 :
- Ardelay (1801-1964 ; fusion avec Les Herbiers en 1964) ;
- Beaurepaire ;
- Les Epesses ;
- Les Herbiers (chef-lieu) ;
- Mesnard-la-Barotière ;
- Mouchamps ;
- Petit-Bourg-des-Herbiers (1801-1964 ; fusion avec Les Herbiers en 1964) ;
- Saint-Mars-la-Réorthe ;
- Saint-Paul-en-Pareds ;
- Vendrennes.

### Composition depuis 2015

Le canton dans le découpage de 2015.

Lors du redécoupage de 2014, le canton comprenait 17 communes entières.
À la suite de la création de la commune nouvelle de Sèvremont au 1er janvier 2016, le canton comprend désormais quatorze communes entières.
| Nom                                  | Code Insee | Intercommunalité        | Superficie (km2) | Population (dernière pop. légale) | Densité (hab./km2) | Modifier                                    |
| ------------------------------------ | ---------- | ----------------------- | ---------------- | --------------------------------- | ------------------ | ------------------------------------------- |
| Les Herbiers (bureau centralisateur) | 85109      | CC du Pays des Herbiers | 88,78            | 16 589 (2022)                     | 187                | modifier les données · modifier les données |
| Chavagnes-les-Redoux                 | 85066      | CC du Pays-de-Pouzauges | 13,34            | 847 (2022)                        | 63                 | modifier les données · modifier les données |
| Les Epesses                          | 85082      | CC du Pays des Herbiers | 31,29            | 2 984 (2022)                      | 95                 | modifier les données · modifier les données |
| La Meilleraie-Tillay                 | 85140      | CC du Pays-de-Pouzauges | 20,13            | 1 489 (2022)                      | 74                 | modifier les données · modifier les données |
| Monsireigne                          | 85145      | CC du Pays-de-Pouzauges | 20,50            | 989 (2022)                        | 48                 | modifier les données · modifier les données |
| Montournais                          | 85147      | CC du Pays-de-Pouzauges | 29,14            | 1 626 (2022)                      | 56                 | modifier les données · modifier les données |
| Mouchamps                            | 85153      | CC du Pays des Herbiers | 55,00            | 2 986 (2022)                      | 54                 | modifier les données · modifier les données |
| Pouzauges                            | 85182      | CC du Pays-de-Pouzauges | 36,65            | 5 641 (2022)                      | 154                | modifier les données · modifier les données |
| Réaumur                              | 85187      | CC du Pays-de-Pouzauges | 22,09            | 861 (2022)                        | 39                 | modifier les données · modifier les données |
| Saint-Mars-la-Réorthe                | 85242      | CC du Pays des Herbiers | 9,28             | 1 033 (2022)                      | 111                | modifier les données · modifier les données |
| Saint-Mesmin                         | 85254      | CC du Pays-de-Pouzauges | 26,28            | 1 771 (2022)                      | 67                 | modifier les données · modifier les données |
| Saint-Paul-en-Pareds                 | 85259      | CC du Pays des Herbiers | 12,32            | 1 382 (2022)                      | 112                | modifier les données · modifier les données |
| Sèvremont                            | 85090      | CC du Pays-de-Pouzauges | 88,64            | 6 401 (2022)                      | 72                 | modifier les données · modifier les données |
| Tallud-Sainte-Gemme                  | 85287      | CC du Pays-de-Pouzauges | 18,57            | 447 (2022)                        | 24                 | modifier les données · modifier les données |
| Canton des Herbiers                  | 8506       |                         | 472,01           | 45 046 (2022)                     | 95                 | modifier les données                        |

### Intercommunalités
Le canton des Herbiers est à cheval sur deux communautés de communes :
- la communauté de communes du Pays-des-Herbiers (cinq communes) ;
- la communauté de communes du Pays-de-Pouzauges (douze communes).

## Démographie

### Démographie avant 2015
| 1962   | 1968   | 1975   | 1982   | 1990   | 1999   | 2006   | 2011   | 2012   |
| ------ | ------ | ------ | ------ | ------ | ------ | ------ | ------ | ------ |
| 16 714 | 17 296 | 18 720 | 20 772 | 22 805 | 23 684 | 26 136 | 27 970 | 28 457 |

### Démographie depuis 2015
En 2022, le canton comptait 45 046 habitants, en évolution de +2,1 % par rapport à 2016 (Vendée : +5,33 %, France hors Mayotte : +2,11 %).
| 2013   | 2018   | 2022   |
| ------ | ------ | ------ |
| 43 739 | 44 258 | 45 046 |